# Thomas Baskerville
Thomas Baskerville (Ash, Kent, 26 de abril de 1812 — Londres, 1843) foi um médico e botânico britânico.

## Biografia
Thomas Baskerville nasceu a 26 de abril de 1812, tendo sido aprendiz, durante quatro anos, com um cirurgião no condado de Kent. Entre  1 de dezembro de 1829 e 9 de abril de 1834, assistiu a lições de anatomia com Jones Quain, dissecação com Richard Quain e cirurgia com Samuel Cooper. 
Em novembro de 1834 frequentou o North London Hospital, obtendo aí a formação que lhe permitiu tornar-se membro do Colégio de Cirurgiões (College of Surgeons) em 22 de dezembro de 1835, abrindo nesse ano consultório em Canterbury.
Dedicou-se ao estudo da botânica, tendo publicado a obra Affinities of Plants, with some Observations upon Progressive Development, saída a público em Londres no ano de 1839.
Apesar de alguns autores apontarem o seu falecimento em Londres no ano de 1840, terá mantido a sua prática médica até 1843, ano em que terá falecido.